# Tangipahoa (Louisiane)
Tangipahoa est un village des États-Unis, dans la paroisse de Tangipahoa en Louisiane. En 2000, sa population était de 747 habitants.

## Géographie
La commune est traversée par la rivière Tangipahoa qui se jette dans le lac Pontchartrain.

## Histoire
La région était peuplée par les Amérindiens de la tribu des Tangipahoa lors de la colonisation française de l'Amérique et l'exploration du vaste territoire de la Louisiane française.